# Tympanocryptis houstoni
Tympanocryptis houstoni — вид ігуаноподібних ящірок родини агамових (Agamidae). Ендемік Австралії.

## Поширення і екологія
Tympanocryptis houstoni мешкають на крайньому південному сході Західної Австралії та на південному заході Південної Австралії, зокрема на рівнині Налларбор. Вони живуть в пустелях, слабо порослих чагарниками.